# Choresine
Choresine ist eine Gattung der Käfer. Sie kommen in Neuguinea und den Molukken vor. Einige oder alle Arten enthalten das Insektengift Batrachotoxin in ihrer Hämolymphe.

## Merkmale
Die Arten der Gattung erreichen etwa 3 bis 6,5 Millimeter Körperlänge. Sie sind von verwandten Gattungen anhand der Körpergestalt unterscheidbar: Die Elytren sind an den Seiten stark erweitert und viel breiter als der Prothorax, dieser ist an der Basis (der zu den Flügeldecken gerichteten Seite) abrupt verschmälert. Wie bei allen Arten der Tribus Carphurini trägt das erste Segment der Vordertarsen beim Männchen einen Kamm aus schwarzen Borsten. Die Elytren sind in beiden Geschlechtern etwas verkürzt und bei den Männchen ohne Anhänge. Die Flügeldecken sind blau oder blauviolett metallisch glänzend gefärbt, seltener schwarz mit blauen Metallschimmer. Kopf und Halsschild können gleiche Färbung aufweisen, meist sind sie aber dagegen abstechend gelb oder gelborange. Die kontrastierende Färbung wurde als mögliche Warnfärbung interpretiert. Wie typisch für Malachiinae, besitzen die Käfer an den Seiten des Thorax und der ersten sechs Abdominalsegmente drüsige, manchmal etwas vorstehende Vesikel (Bläschen), in denen das Gift gespeichert wird.
Zur Biologie und Lebensweise der Arten ist fast nichts bekannt. Die Tiere werden immer einzeln, nicht in Gruppen oder Aggregaten, entweder in Busch- bzw. Baumkronen oder auch in Strohdächern von Hütten gefunden.

## Verbreitung
Choresine-Arten wurden auf den indonesischen Molukkeninseln (C. advena, C. buruensis und C. moluccana) und auf Neuguinea (C. magnioculata, C. neogressittiana, C. nigroviolacea, C. pulchra, C. reductorugata, C. rufiventris, C. rugiceps und C. semiopaca) identifiziert.

## Giftigkeit
Das Gift Batrachotoxin wurde in den 1960er-Jahren in kolumbianischen Pfeilgiftfröschen der Blattsteiger wissenschaftlich beschrieben. In den 1990er-Jahren stellte sich heraus, dass in der Haut und den Federn des in Neuguinea lebenden Zweifarbenpitohuis (Pitohui dichrous) ebenfalls Batrachotoxin enthalten ist. Auch Pitohui ferrugineus und Mohrenpitohui (Pitohui nigrescens) sowie der Blaukappenflöter (Ifrita kowaldi) aus Neuguinea tragen das Gift in ihren Federn. Nach den Ergebnissen der chemischen Analysen erscheint naheliegend, dass die Vögel das Gift durch Fraß der Käfer aufnehmen.
Die Pfeilgiftfrösche der Gattung Phyllobates, in denen Batrachotoxine zuerst nachgewiesen worden waren, sequestrieren das Gift ebenfalls aus einem Bestandteil ihrer Nahrung, wie sich daran zeigt, dass in Gefangenschaft gezüchtete Frösche nicht giftig sind. Die nicht in Südamerika lebende Gattung Choresine kommt dabei als Quelle aber nicht in Frage. Die tatsächliche Giftquelle der Frösche ist unbekannt.
Das Gift wurde in allen vier getesteten Arten der Gattung Choresine nachgewiesen: Choresine pulchra, Choresine semiopaca, Choresine rugiceps und einer noch unbeschriebenen Art.

## Arten
- Choresine advena Pascoe, 1860
- Choresine buruensis Champion, 1923
- Choresine magnioculata Wittmer, 1973[4]
- Choresine moluccana Champion, 1923
- Choresine neogressittiana Wittmer, 1973[4]
- Choresine nigroviolacea Champion, 1923[4]
- Choresine pulchra (Pic, 1917)[4]
- Choresine reductorugata Wittmer, 1973[4]
- Choresine rufiventris Wittmer, 1973[4]
- Choresine rugiceps Wittmer, 1973[4]
- Choresine semiopaca Wittmer, 1973[4]